# Rudolf Jung (Autor)
Rudolf Alexander Jung (* 8. Januar 1907 in Laasphe, Westfalen; † 18. Januar 1972 in Zollikon, Schweiz) war ein deutscher Schriftsteller und Übersetzer. Als Redakteur der englischsprachigen Sektion der dreisprachigen Schweizer Zeitschrift Der Kreis war Jung – unter seinem bekanntesten Pseudonym Rudolf Burkhardt – eine zentrale Figur der homosexuellen Publizistik der 1950er und 1960er Jahre.

## Leben
Die vorhandenen Informationen zu Jungs Werdegang vor seiner Zeit als Mitarbeiter des Kreis sind teils ungenau, teils widersprüchlich. Rudolf Jung wurde am 8. Januar 1907 in Laasphe geboren. Seine Eltern waren der Kaufmann Wilhelm Jung (1871–1939) und dessen Frau Johanne geb. Schäfer (1872–1946). Durch Beschluss des Amtsgerichts Jena wurde er im Jahre 1948 von der Witwe Minna Hermine Minette Burkhardt geb. Gutmann an Kindes statt angenommen, daher auch Jungs späteres „Pseudonym“ Burkhardt. 
Rudolf Jung verbrachte seine Jugend in Gießen, wo er Anfang der 1920er Jahre eine Lehre als Buchhändler absolvierte. Anschließend arbeitete er bis 1927 für den Verlag Eugen Diederichs in Jena und später bis 1942 in verschiedenen Buchhandlungen in Frankfurt am Main, Darmstadt, München, Bremen, Hoya (an der Weser) und Berlin. Nach anderen Angaben studierte er Philosophie und war als Lehrer tätig. 
Von 1942 bis 1945 war Jung Soldat, im letzten Kriegsjahr geriet er in amerikanische Gefangenschaft und kam in die USA, wo er – nach eigenen Angaben – nach Kriegsende in Hollywood an der Entwicklung von Filmstoffen arbeitete. Nach Deutschland zurückgekehrt, arbeitete er als Übersetzer für die amerikanische Militärregierung in Bremen und später als Lehrer in der Sowjetischen Besatzungszone. In der DDR soll er um das Jahr 1950 wegen eines Vergehens gegen den § 175 StGB angeklagt worden sein. Jung, der bereits während des Nationalsozialismus als Homosexueller verfolgt worden war, entzog sich der Verurteilung durch Flucht nach England. Von 1950 bis 1955 war er Lektor am German Department der Universität Bristol. Obschon Jung nach eigenen Angaben bereits in den Jahren der Weimarer Republik für homosexuelle Freundschaftsblätter geschrieben hatte, dürfte der eigentliche Beginn seiner publizistischen Tätigkeit in diesem Bereich erst in seine englische Zeit fallen.

## Mitarbeiter der Schweizer „Homophilenzeitschrift“Der Kreis
Als Mitarbeiter (seit 1951) der in Zürich erscheinenden Zeitschrift Der Kreis freundete sich Jung mit deren Herausgeber, dem Schauspieler Karl Meier an. Dieser ermöglichte ihm 1955 die Übersiedlung in die Schweiz, wo Jung Meiers Sekretär und engster Mitarbeiter wurde. In dieser Position war Jung bis 1967 neben Meier selbst der einzige Mitarbeiter des Kreis, der ein bescheidenes Gehalt bezog. Unter dem Pseudonym Rudolf Burkhardt übernahm er die Redaktion des neu gegründeten englischen Teils der Zeitschrift. Zu seinen Aufgaben gehörte außerdem die Korrektur des deutschsprachigen Teils der Zeitschrift und die Erledigung der umfangreichen Korrespondenz mit den Abonnenten in aller Welt.
Jungs Fähigkeiten als Übersetzer und Lektor, die auf seinen ausgezeichneten Kenntnissen der englischen Sprache wie der anglo-amerikanischen Literatur und Kultur beruhten, trugen wesentlich zum hohen literarischen Niveau der Zeitschrift bei. Er warb dem Kreis etliche produktive Mitarbeiter, darunter die beiden Amerikaner James Fugaté und Samuel M. Steward, deren Werk durch seine Übersetzungen auch den deutschen Lesern der Zeitschrift bekannt wurde. Außerdem schrieb Jung als Rudolf Burkhardt sowie unter weiteren Pseudonymen (u. a. R. Young, Christian Graf, Ernst Ohlmann und Coc-Jo) zahlreiche Kurzgeschichten, Gedichte, Essays und Buchbesprechungen für den Kreis, die zum Teil auch in deutschen Freundschaftsblättern nachgedruckt wurden. Einige seiner umfangreicheren Essays und Übersetzungen wurden durch den Kreis auch in broschierten Sonderdrucken verbreitet, beispielsweise sein Kommentar zum Aufsehen erregenden Wolfenden-Report, der 1957 der britischen Regierung die Legalisierung homosexueller Kontakte zwischen einverständnisfähigen Erwachsenen empfahl.

## Weitere Tätigkeiten
Neben seiner Tätigkeit für den Kreis, der 1967 aufgrund schwindender Abonnentenzahlen sein Erscheinen einstellte, arbeitete Jung bis 1968 für eine Zürcher Buchhandlung, danach bis zu seiner Pensionierung 1972 für die Bibliothek der Eidgenössischen Technischen Hochschule. 1966 hatte er die Schweizer Staatsbürgerschaft erworben, unterhielt aber bis zu seinem Tode eine Wohnung in Berlin, die er mit seinem Adoptivsohn bewohnte.
Nach der Einstellung des Kreis schrieb Jung noch gelegentlich für die deutsche und schweizerische Schwulenpresse und soll erfolglos Pläne für ein neues Zeitschriftenprojekt verfolgt haben. Auch andere literarische Pläne scheiterten: Für seine deutsche Übersetzung von James Fugatés unter dem Pseudonym James Barr erschienenen Roman Quatrefoil (1950), heute ein Klassiker der amerikanischen Homosexuellen-Literatur aus der frühen Nachkriegszeit, konnte Jung keinen Verleger finden.
Rudolf Jung verstarb am 18. Januar 1972 in der Gemeinde Zollikon im Kanton Zürich.

## Werke
- Rudolf Burkhardt (d. i. Rudolf Jung): Der Sturm bricht los. Der Streit um den Wolfenden Report in England. Ein Report über einen Report. Kommentare und Übersetzungen, Zürich 1957 (Verlag Der Kreis).
- Mehrere literarische Texte, die Jung im Kreis unter seinem Pseudonym Christian Graf veröffentlichte, enthält die unter Literatur angeführte Anthologie von Hohmann und Lifka.